# Edin Višća
Edin Višća (Olovo, 17 de fevereiro de 1990) é um futebolista bósnio que atua como ponta-direita. Atualmente, joga pelo Trabzonspor.

## Seleção Bósnia
Foi convocado à Copa do Mundo FIFA de 2014.

## Títulos
İstanbul Başakşehir
- Campeonato Turco: 2019–20

Trabzonspor
- Campeonato Turco: 2021–22